# Грищенко, Леонид Иванович
Леонид Иванович Грищенко (род. 1 марта 1937, село Мутичев, Черниговская область) — российский ихтиопатолог, профессор Московской государственной академии ветеринарной медицины и биотехнологии им. К. И. Скрябина, доктор ветеринарных наук.

## Биография
1959 год — окончил Белоцерковский сельскохозяйственный институт по специальности «ветеринария» и работал ветеринарным врачом.
1964 год — поступил в очную аспирантуру Всесоюзного ордена Ленина Института экспериментальной ветеринарии (ВИЭВ) г. Москвы.
1966—1981 — работал в ВИЭВ младшим, затем старшим научным сотрудником по специальности «патология, онкология и морфология животных». Исследования проводил в двух направлениях: по изучению патоморфологии при инфекционных болезнях рыб и по водной токсикологии, включая определение токсичности для рыб пестицидов и изучение патогенеза отравлений.
1967 год — защита диссертационной работы на тему «Патологоморфологические изменения в органах карпов при воспалении плавательного пузыря» и присуждение ученой степени кандидата биологических наук.
1981 года и по настоящее время — преподает и ведёт научную работу на кафедре пчеловодства, рыбоводства, болезней пчёл и рыб Московской государственной академии ветеринарной медицины и биотехнологии им. К. И. Скрябина.
2004 — защита докторской диссертации на тему «Сравнительная патоморфология, вопросы патогенеза и диагностика токсикозов и некоторых инфекционных болезней рыб».
Л. И. Грищенко является членом секции болезней рыб отделения ветеринарии Российской академии сельскохозяйственных наук, а также членом совета по болезням рыб межведомственной ихтиологической комиссии при Госкомитете по рыбоводству, членом редакционной коллегии «Российского ветеринарного журнала».

## Публикации
Является автором 96 научных трудов, соавтором учебника по болезням рыб для ВУЗов (два издания), справочника по болезням рыб (два
издания), учебника Инфекционные болезни животных для ВУЗов (два издания), ряда учебно-методических работ и учебно-методических комплексов по болезням рыб.

### Избранные труды
- Грищенко Л. И., Акбаев М. Ш., Васильков Г. В. Болезни рыб и основы рыбоводства: Учебник. — М.: Колос, 1999. — 456 с.
- Грищенко Л. И., Акбаев М. Ш. Болезни рыб с основами рыбоводства: Учебник.- М.: КолосС, 2013. — 479 с.
- Сидорчук А. А.,Масимов Н. А., Крупальник В. Л.,Грищенко Л. И. и др. Инфекционные болезни животных: Учебник. — М.: КолосС, — 671 с.
- Сидорчук А. А., Масимов Н. А., Крупальник В. Л.,Грищенко Л. И. и др. Инфекционные болезни животных: Учебник.- М.:ИНФА, 2016. — 954 с.